# Kustbescherming van Suriname
De kustbescherming van Surinaamse bevindt zich in het noorden langs de Atlantische Oceaan. Deze bestaat uit dijken en mangrovebossen. De Surinaamse kustlijn heeft een lengte van 386 kilometer.

## Zeedijken
In het westen van Suriname, voor de kust van Nickerie, ligt een lange zeedijk die het land beschermt tegen de zee. De noodzaak werd duidelijk toen het dorp Nieuw-Rotterdam aan de rechteroever van de Nickerierivier vijftig jaar na de stichting in 1820 werd verzwolgen door de zee. Als nieuwe nederzetting werd Nieuw-Nickerie gesticht aan de linkeroever en werd ter bescherming deze zeedijk aangelegd. De dijk werd later verzwaard met grote rotsblokken. In 1975 startte een project van anderhalf jaar waarin de zeedijk werd verlengd tot aan het Corantijnstrand.
Voor de kust van Coronie, dat grenst aan Nickerie, werd van 2008 tot 2018 een zeedijk van veertien kilometer aangelegd. Bijna de helft van de 55 miljoen euro aan kosten werd uit Nederlands ontwikkelingsgeld betaald. De dijk is onvoldoende om het gehele district te beschermen en er werd in 2018 over gesproken om hem te verlengen. De schutsluis werd in 2019 in gebruik genomen.
Verder bevinden zich waterkerende dammen langs de kust met het doel om landbouwgronden te beschermen tegen zeewater.

## Mangrove
De natuurlijke bescherming voor de oceaankust wordt gevormd door mangrovebossen, ook wel vloedbossen genoemd. Deze bossen zijn ook langs de benedenloop van de Surinaamse rivieren te vinden.
Mangrove heeft zich aangepast aan de zoutwaterrijke omgeving, onder meer door ademwortels die boven het water staan. Wanneer de vrucht nog aan de boom hangt, beginnen de zaden al te kiemen, zodat ze daarna snel in de bodem kunnen hechten. In Suriname komen de soorten mangro, parwa en akira voor, naargelang het zoutgehalte, de bodemgesteldheid en hoe lang de overstroming duurt:
- Rode mangrove (mangro), Rhizophora mangle
- Zwarte mangrove (parwa), Avicennia germinans
- Witte mangrove (akira), Laguncularia racemosa

Grote natuurgebieden met mangrove voor de Surinaamse kust zijn het Bijzonder Beheersgebied Bigi Pan in de westelijke districten Nickerie en Coronie en het Natuurreservaat Wia Wia in het oostelijke district Marowijne.

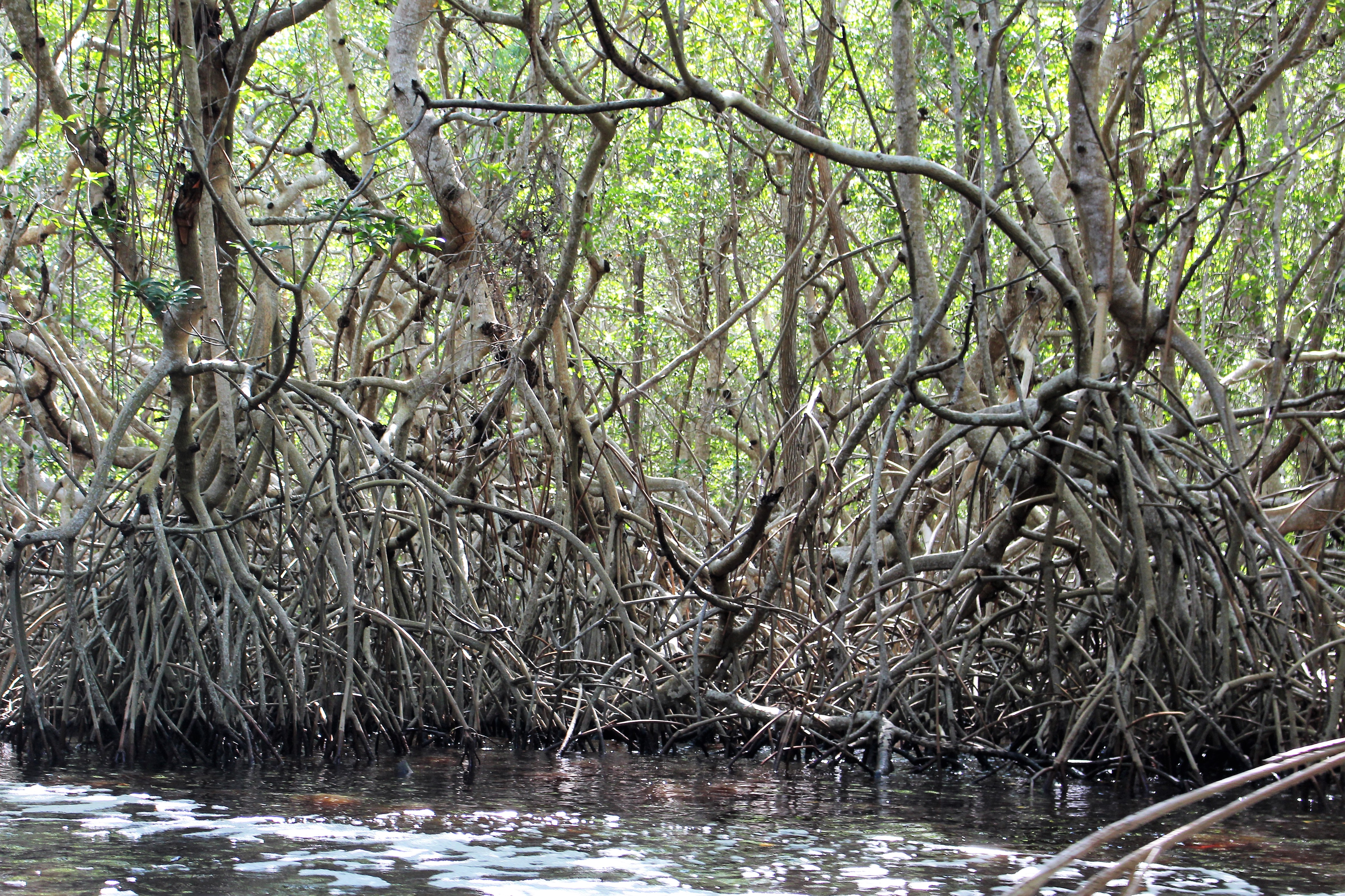
Rode mangrove

### Belang
Aan het begin van de 20e eeuw is er in Suriname steeds meer aandacht voor een goed functionerend mangrovestelsel. Uit een workshop over kustbescherming bij de dienst 's Lands Bosbeheer kwam het Mangrove Educatiecentrum voort dat in de voormalige brandweerkazerne in Totness in het district Coronie werd gevestigd. Het werd op 16 oktober 2015 door minister Steven Relyveld van Ruimtelijke Ordening, Grond- en Bosbeheer geopend en richt zich op de lokale bevolking, vissers, leerlingen, natuurliefhebbers en toeristen. Vanaf hetzelfde jaar houdt UNICEF jaarlijks de Wereld Mangrove Dag, eveneens om meer aandacht te vragen voor het belang van de mangrovebossen. In juli 2022 organiseerde de Surinaamse organisatie Green Heritage Fund een mini-mangrovebeurs in Nickerie.
Sinds 2025 zet Suriname terrestrial laser scanners die eerder met succes zijn toegepast in Trinidad en Tobago en Colombia. Hiermee kunnen 3D-scans van de mangrovebossen gemaakt worden van de wortels tot de top en vastgesteld worden hoeveel CO2 er wordt vastgehouden. Deze gegevens zijn nodig om deel te kunnen nemen op de markt van koolstofcompensaties en -kredieten (carbon credits). De aanschaf is gefinancierd door de Inter-Amerikaanse Ontwikkelingsbank.

### Herstel van de mangrove aan de kust
In de tien jaar tot 2021 kromp de Surinaamse kustlijn met circa 200 meter. Naast het stijgende zeewater kwam dit door de kap van mangrove vanwege het hout om mee te bouwen of om vis mee te roken.
In 2014 trok de hydroloog Sieuwnath Naipal, hoogleraar aan de Anton de Kom Universiteit van Suriname (AdeKUS), de haalbaarheid van een zeedijk in twijfel, vanwege de hoge kosten en de inpasbaarheid van de brede dijk in het landschap. Als alternatief zag hij het beplanten en herplanten met mangrove. Hij begon in 2015 bij Weg naar Zee, ten noorden van Paramaribo, aan de bouw van een doorlaatbare houten dam van 100 meter breed en 200 meter lang om slib te laten ophopen. De dam bestaat uit palen van walabahout die hij opvulde met bamboe. Doordat de oceaan sediment achterlaat in de constructie, ontstaat een ondergrond waarop de mangrove geplant wordt die de erosie van de zee tegengaat. In 2017 kon Naipal inmiddels melden dat de mangrove op de constructie begon te groeien, en dat het gebied bovendien uitgroeide tot een leefgebied voor allerlei vogels, vliegende vissen en krabbetjes.
Op 30 november 2021 werden twee projecten bij Weg naar Zee gelanceerd, die het ministerie van Ruimtelijke Ordening en Milieu met de AdeKUS coördineert. De projecten zijn met twee maal 300.000 US$ gefinancierd door de internationale Organisatie van de Overeenkomst voor Amazonische Samenwerking. Beide projecten vullen elkaar aan. Via het ene project worden eenheden aangebracht waarop sediment zich kan vastzetten. Het tweede project is geïnspireerd op een model in Kenia dat zich baseert op blauwe economie, waarbij lokale gemeenschappen meeprofiteren aan sociaaleconomische activiteiten.
President Santokhi gaf in juli 2022 het startsein voor het rehabilitatieproject door zelf mangrove te planten en kwam hier twee maanden later met de Nederlandse premier Rutte terug om opnieuw mangrove te planten en het belang van het project te laten zien. Een week later herhaalde Santokhi dit met secretaris-generaal António Guterres van de Verenigde Naties. Ook zijn er tal van bezoeken vanuit de Surinaamse samenleving geweest, zoals de Lions Club uit Paramarbo Central (2019), port operator DP World uit Paramaribo (2020), de Surinaamse Kustwacht (2022) en de Nederlandse ambassade (2023). Dat laatste bezoek vond plaats in het kader van een financiële impuls vanuit het subsidieplan Partners voor Water van de Rijksdienst voor Ondernemend Nederland waarin samengewerkt wordt met de AdeKUS, Conservation International Suriname, Deltares en Boskalis.

## Strand van Braamspunt
Een andere, veel kleinere zeewering in Suriname, vormt het legstrand voor zeeschildpadden van Braamspunt. Het strand is om die reden een bekende attractie voor toeristen. Ook staat het bekend vanwege de bedreiging van diezelfde schildpadden omdat hier duizenden eieren worden gestroopt, omdat ze voor sommigen een delicatesse zijn.
De bedreiging van het strand op zich werd in 2017 duidelijk, toen milieuactivist Erlan Sleur van ProBioS zandafgravingen publiekelijk bekend maakte waarvoor het ministerie van Natuurlijke Hulpbronnen goedkeuring had gegeven. De afgravingen vonden plaats in scherp contrast tegen de adviezen in het evaluatierapport van WWF Guianas, waarom het ministerie zelf had gevraagd. Hierin werd gewezen op de negatieve gevolgen. ProBioS startte een petitie die vierduizend maal werd ondertekend. Er werd daarnaast gedemonstreerd op het legstrand en het Onafhankelijkheidsplein en aan de procureur-generaal gevraagd om de afgravingen stop te laten zetten. Minister Regilio Dodson liet de vergunningen uiteindelijk per 15 augustus 2017 vervallen.